# Gustav Düben
Gustav Düben oder Gustaf Düben (* um 1628; † 19. Dezember 1690 in Stockholm) war ein schwedischer Hofkapellmeister, Organist und Vertreter der Norddeutschen Orgelschule.

## Leben
Gustav Düben war der Sohn Andreas Dübens, eines Einwanderers aus Deutschland, der Schüler von Sweelinck gewesen war und in Stockholm die Ämter des Hofkapellmeisters und des Organisten an der deutschen Kirche St. Gertrud innehatte. In seiner Jugend sandte ihn sein Vater zur Ausbildung nach Deutschland. 1647 trat Gustav Düben in die Königlich Schwedische Hofkapelle (Kungliga Hovkapellet) ein und folgte 1663 seinem Vater in seinen Ämtern, nachdem dieser ein Jahr zuvor verstorben war. Seine beiden Söhne folgten wiederum dem Vater im Amt, Gustav der Jüngere (von 1690 bis 1698) und Anders (von 1698 bis 1726). Von 1640 an stellte er eine umfangreiche Sammlung von Musikwerken seiner Zeit zusammen, die er unter anderem auf Auslandsreisen gesammelt hatte. Diese „Dübensammlung“ ist eine der wichtigen Quellen für die Musik des 17. Jahrhunderts.

## Werke

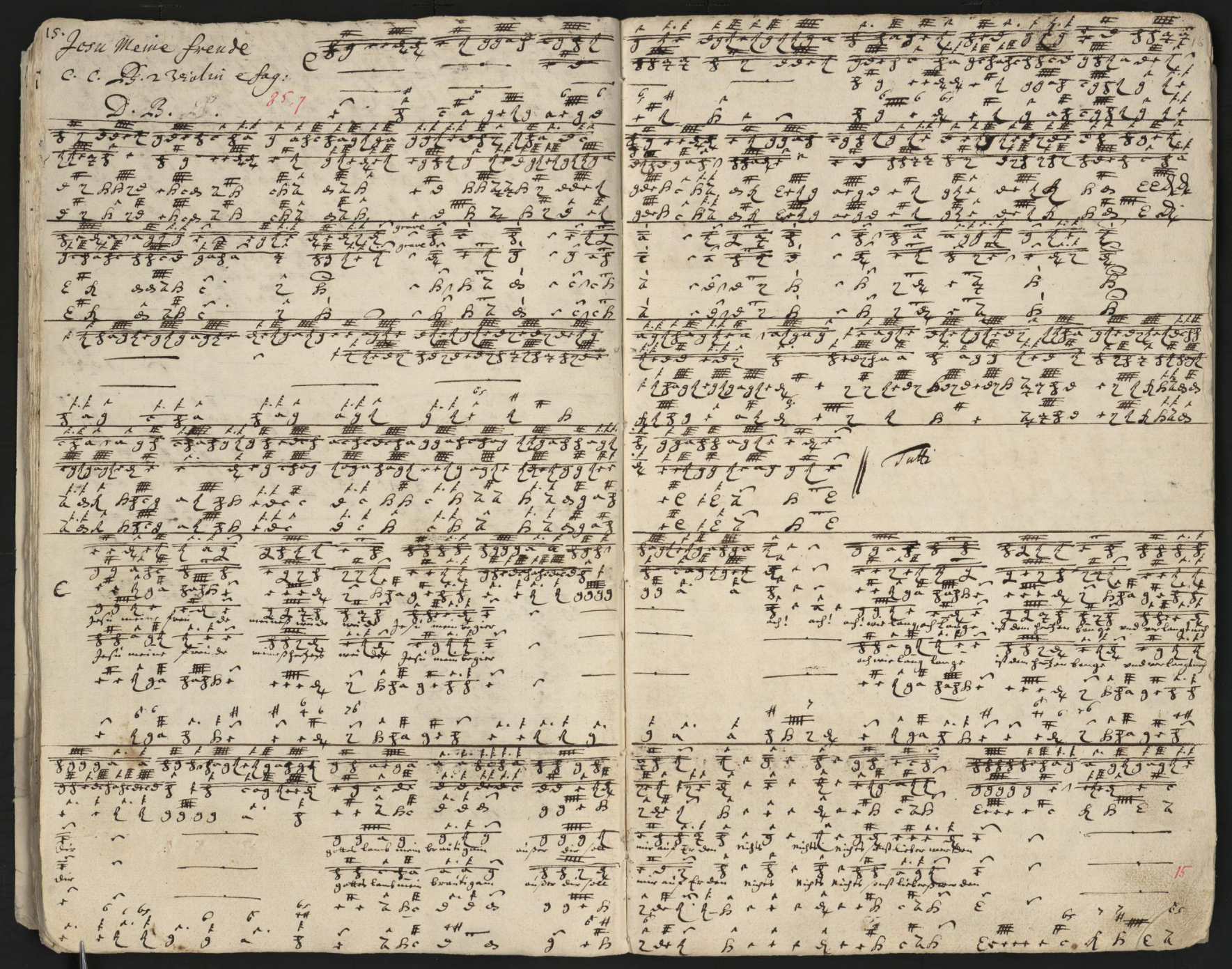

Von Dübens eigenen musikalischen Werken sind einige Psalmen, Arien, Chöre und Tänze erhalten, die dem norddeutschen Stil seiner Zeit folgen.